# Erotyczne przygody Pinokia
Erotyczne przygody Pinokia (ang. The Erotic Adventures of Pinocchio) – amerykańska komedia erotyczna z 1971 roku. 

## Fabuła
Młoda kobieta Gepetta tworzy drewnianego mężczyznę Pinokia, który zostaje ożywiony przez swoją Wróżkę chrzestną. Fabuła filmu stanowi wolną interpretację XIX-wiecznej powieści Carla Collodiego pt. Pinokio. 

## Obsada
- Monica Gayle – Gepetta
- Alex Roman – Pinokio
- Dyanne Thorne – Wróżka chrzestna
- Karen Smith – Mabella
- Eduardo Ranez	– Jo Jo
- Lavina Dawson	– Maid
- Debbie Osborne – Angelica
- Vincene Wallace – Beatrice
- Neola Graef – Carlotta
- Gwen Van Dam – Madam Suburbia
- Elizabeth Bell – La Contessa